# La Guerra de la Reina Araña
La Guerra de la Reina Araña (War of the Spider Queen en inglés) es una exitosa saga de libros del New York Times ambientada en los Reinos Olvidados, universo en el que se ambientan múltiples novelas todas publicadas por Wizards of the Coast y su principal deidad Lloth. Cada una de las seis novelas de la serie fue escrita por un autor diferente y el proyecto fue supervisado por el veterano autor de Reinos Olvidados R. A. Salvatore. Las portadas de los libros de la serie fueron diseñadas por Gerard Brom, quien ya ha trabajado otras veces en los reinos Olvidados (realizó las portadas de las reimpresiones de la saga de libros Avatar).
Según Salvatore la idea de la saga fue de su editor Philip Athans, quien además escribió el quinto volumen de la obra. Athans tuvo que convencer a Salvatore para que formara parte del proyecto, y la idea era que "podía ayudar a muchos otros escritores a darse a conocer". Salvatore y otros autores como Richard Baker, Thomas Reid, y Richard Lee Byers, junto con otros y Athans se reunieron en Seattle para realizar la idea principal de la historia. Salvatore se convirtió en el organizador de la serie. El autor buscaba garantizar que la parte de la serie ambientada en la ciudad drow de Menzoberranzan se mantuviera tal y como el la quería para sus futuras novelas.
En septiembre de 2006 Wizards of the Coast lanzó la serie de la Guerra de la Reina Araña en dos trilogías separadas con ilustraciones de Brom en el exterior de las cajas. El Diseño Gráfico de las dos trilogías fue realzado por Lisa y Matt Hanson Adelsperger.
Desde la finalización de la Guerra de la Reina Araña, algunos de los autores de la serie han creado dos series que continúan las historias de ciertos personajes de la serie principal. Thomas M. Reid, autor de Insurrección, continua la historia de los demonios Aliisza y Kaanyr Vhok en la trilogía The Empyrean Odyssey, formada por The Gossamer Plain (mayo de 2007), The Fractured Sky (noviembre de 2008) y The Crystal Mountain (2009). Lisa Smedman, quién desarrollo fuertemente el personaje de Halisstra Melarn en Extinción, continua la historia de la drow en la trilogía The Lady Penitent. El 1.º y el 2.º de la serie, Sacrifice of the Widow y Storm of the Dead, respectivamente, fueron publicados en 2007, mientras que el 3.º, Ascendancy of the Last,  fue publicado en 2008.

## Libros de la serie
| Año  | Año  | Título       | Título         | Autor             | Páginas (edición ) | ISBN               |
| ---- | ---- | ------------ | -------------- | ----------------- | ------------------ | ------------------ |
| 2002 | 2003 | Dissolution  | Desintegración | Richard Lee Byers | 372                | ISBN 0-7869-2944-8 |
| 2002 | 2004 | Insurrection | Insurrección   | Thomas M. Reid    | 365                | ISBN 0-7869-2786-0 |
| 2003 | 2004 | Condemnation | Condenación    | Richard Baker     | 375                | ISBN 0-7869-3202-3 |
| 2004 | 2005 | Extinction   | Extinción      | Lisa Smedman      | 371                | ISBN 0-7869-3596-0 |
| 2004 | 2005 | Annihilation | Aniquilación   | Philip Athans     | 373                | ISBN 0-7869-3752-1 |
| 2005 | 2006 | Resurrection | Resurrección   | Paul S. Kemp      | 369                | ISBN 0-7869-3981-8 |

## Autores
La serie de la Guerra de la Reina Araña fue escrita por seis autores con dos editores; Philip Athans y R.A. Salvatore. Autores como Richard Lee Byers y Philip Athans ya habían escrito antes novelas y relatos ambientados en Reinos Olvidados, pero para otros como Lisa Smedman y Thomas M. Reid la Guerra de la Reina Araña fue la primera vez. En la contraportada de cada libro hay una cita de R. A. Salvatore, un pequeño texto de su opinión sobre el autor de cada novela.
- Richard Lee Byers (Desintegración): "Richard Lee Byers es uno de los autores más atento y perspicaz que he conocido. Una elección perfecta para sumergirse en un mundo con un caos enorme." El trabajo anterior de Byers para los Reinos Olvidados fue en la trilogía de Sembia colaborando con Athans y Smedman. Desde entonces ha escrito la trilogía The Year of the Rogue Dragons y actualmente está escribiendo la trilogía The Haunted Lands, no publicados en España.

- Thomas M. Reid (Insurrección): "Nadie que yo haya conocido ha comprendido mejor el tono y la mentalidad de los drows. Muy pocas personas podrían hacerlo como Thomas Reid". Aunque Insurrección es la primera novela de Reid para los Reinos Olvidados este ya ha hecho mucho en la edición, tanto de los Reinos Olvidados como de los Escenarios de campaña de Dungeons & Dragons.

- Richard Baker (Condenación): "La combinación de talentos de Richard Baker en la ficción y en el diseño del juego lo hacen el autor perfecto para este libro". Richard es un veterano diseñador de juegos de TSR, Inc., pues firmó con ellos en 1991. Desde la Guerra de la Reina Araña, Richard he escrito también la trilogía The Last Mythal.

- Lisa Smedman (Extinción): "Lisa Smedman es una escritora decidida y sutíl, y esa sutileza es crítica para este libro de la mitad de la serie, un giro hacía historias más personales que conducirán los grandes acontecimientos hasta el clímax". La primera contribución de Smedman para los Reinos Olvidados fue una pequeña historia en la trilogía Sembia. Después de la Guerra de la Reina Araña, Smedman escribió la trilogía The Lady Penitent, contando la historia de Halisstra Melarn en su servicio a Lloth.

- Philip Athans (Aniquilación): "Philip Athans ha vuelto a darle a los Reinos Olvidados una vitalidad renovada. Éste es el libro que había estado esperando. Ha llegado el momento de que Phil Athans reciba el reconocimiento que se merece". Phil Athans es jefe de edición de Wizards of the Coast Book Publishing. Su primera novela para los Reinos Olvidados fue Baldur's Gate en 1999. Desde la Guerra de la Reina Araña ha escrito la trilogía The Watercourse junto con varias otras historias.

- Paul S. Kemp (Resurrección): "Encontrar a alguien que termine una serie después de haberse publicado cinco novelas de cinco autores diferentes no es tarea fácil. Tiene que hacer sus deberes, y hacerlos rápidamente. Y, teniendo en cuenta la calidad de los trabajos de sus precedesores, tiene que ser bueno... Presentamos a Paul Kemp. ¡Escritores como el no se encuentran todos los días!" Antes de su contribución para la Guerra de la Reina Araña, Kemp escribió la trilogía The Erevis Cales. Después de escribir Resurrección ha continuado examinando a su personaje Everis Cale en su most trilogía más reciente, The Twilight War.

## Índice de la Serie

### Desintegración
El fondo de la serie tiene lugar en la matriarcal sociedad de Menzoberranzan, de la ciudad bajo tierra ancestral de los Drow, en el año 1372 DR (Dale Reckoning). Lolth, la diosa de los Drow, permanece en silencio y no concede encantamientos a sus sacerdotisas. Ellas intentan guardar el secreto, pero pronto se descubre, y los varones comenzaron a desaparecer de la ciudad por razones desconocidas. Pharaun Mizzrym, un usuario de magia, y Ryld Argith, un guerrero, son enviados por el archimago de Menzoberranzan, Gromph Baenre, para descubrir la causa de estos Drows desaparecidos. Los dos son atacados múltiples veces por la hermana de Pharaun, Greyanna, quién lucha por su lugar en su casa e intenta matar a Pharaun por ayudar a su hermana gemela. Pharaun y Ryld insisten en continuar con su investigación y descubren un grupo de varones renegados que están planeando asumir el control de la ciudad usando los miles de kobolds, trasgos, y osgos esclavos de los drows y su ejército. Cuando Phraun y Ryld tratan de infiltrarse en la base de los renegados son capturados por su líder, del Lich Illithid Syrzan. Usando su magia y sus artimañas Pharaun escapa y abandona a Ryld dejándolo atrás, quién consigue escapar de su propia forma, sin esconderse. En una segunda historia, una emisaria de la ciudad drow de Ched Nasad, Faeryl Zauvirr, trata de abandonar Menzoberranzan. La madre matrona de la primera familia de la ciudad, Triel Baenre, se lo prohíbe, y Faeryl es capturada y torturada por su hijo Draegloth, Jeggred Baenre. La revuelta de los varones es aplastada por la magia psíquica y arcana de Menzoberranzan (los magos no necesitan a Lloth), y la ciudad vuelve a estar bajo el control de las sacerdotisas dorw. Preocupada de que otros puedan reunir el coraje suficiente para tratar de llevar a cabo otra revuelta, Triel manda un grupo para descubrir la causa del silencio de Lolth y acabar con él, primero viajarán a Ched Nasad. El grupo está formado por la hermana de Triel, Quenthel, su hijo Jeggred, el maestro de Sorcere Phaurun Mizzrym, el maestro de Melee-Magthere Ryld Argith, un mercenario llamado Valas Hune y la emisaria Faeryl Zauvirr (con el propósito de crear lazos seguros con Ched Nasad).

### Insurrección
El grupo, formado por seis viajeros, se dirige a Ched Nasad, una ciudad drow vecina a Menzoberranzan en cabezada por la Casa Melarn. Por el camino son atacados por un grupo de Tanuruuks, secuaces del señor de la guerra Kaanyr Vhok. Liderándolos está Aliisza, una súcubo insaciable, quién se fija en el poderoso, ingenioso y atractivo Mizzrym Pharaun. Cuando llegan a Ched Nassad el malestar y la agitación reinan en la ciudad y Quenthel descubre que Lloth ha abandonado Chen Nasad también. Triel también les había mandado con el objetivo de recuperar los bienes de propiedad conjunta entre la Casa Baenre Melarn y la casa Baenre. La embajadora Faeryl Zauvirr traiciona al grupo y Quenthel y Jeggred son capturados por la Madre Matrona de la Casa Melarn, Drisinil. Mientras tanto Valas, Ryld y Pharaun, ocupados por la ciudad con sus propios asuntos, deciden reunirse con Quenthel y Jeggred en la Casa Melarn pensando que están allí en calidad de invitados. Ahí conocen a Halisstra Melarn y Yauntyrr Danifae, la hija de la Madre Matrona y sirvienta, una cautiva de batalla. Poco después de que lleguen a la Casa Melarn la ciudad es atacada por un clan duergar y Pharaun, Valas y Ryld consiguen rescatar a Quenthel y a Jeggred. La Casa Melarn es destruida y el grupo escapa junto con Halisstra. Después Jeggred mata a Faeryl como venganza por su traición y Pharaun salva Danifae de morir en el derrumbamiento de la mansión de la Casa Melarn. La ciudad queda destruida por el ataque, que en realidad es planeado y ejecutado por Zammzt, un miembro de la Chausslin Jaezred, un grupo secreto. El grupo escapa de la destrucción, y Halisstra y Danifae se unen a su grupo para encontrar la causa del silencio de Lolth.

### Condenación
El grupo, formado ahora pos siete fuertes guerreros, planea un viaje a los dominios de Lloth: La Red de Pozos Demoníacos. Viajan por la superficie en busca de los seguidores de Vhaeraun, que buscan acabar con la dominación femenina en la sociedad drow. Halisstra es capturada por las seguidoras de Eilistraee, una diosa benévola. Pero mata a sus captoras y escapa, durante su huida se encuentra con los seguidores de Vhaeraun. Quenthel pide al Sumo Sacerdote de Vhareaun que les ayude a entrar en la Red de Pozos Demoníacos y este accede tras una prueba a llevar sus espíritus a la Red de Pozos Demoníacos con él. Cuando llegan al dominio de Lloth ven que ella está bloqueada dentro de una construcción y no responde a sus oraciones. Entonces el Sumo Sacerdote les traiciona y les comunica que gracias a ellos Vhaeraun ha conseguido entrar en el dominio del Lloth y se propone acabar con la diosa para convertirse en la deidad drow dominante. Selvetarm, el protector de Lloth, combate contra Vhaeraun. Jeggred mata al sacerdote y el grupo es enviado de vuelta al templo de Vhaeraun. Deciden volver a la Antípoda Oscura, dónde harán otro intento de ponerse en contacto con Lloth en el Abismo.
La otra parte del libro se centra en un misterioso drow llamado Nimor Imphraezl, perteneciente a un grupo de mercenarios. Nimor incita a las legiones del señor de la guerra Kaanyr Vhok y al ejército del duegar Horgar Steelshadow para que ataquen a los drows de Menzoberranzan, aprovechándose del silencio de Lloth. Primero el lichdrow Dyrr ataca al archimago Gromph Baenre, con el objetivo de debilitar aún más el poder mágico de la ciudad. Luego Nimor, actuando como comandante drow de Agrach Dyrr, informa a Triel Baenre de la invasión. Ella envía el ejército de la Araña Negra a los Pilares de Woe para derrotar a los invasores duergar antes de que lleguen a la ciudad.
El ejército es enviado a una trampa, pues las legiones de Kaanyr Vhok se unen a los duergar. Además el ejército de la Casa Agrach Dyrr se vuelve contra el resto del ejército drow, arrasando una tercera parte de él.